# Toxoplasma
Toxoplasma er en slægt af parasitiske protozoer. Arten Toxoplasma gondii forårsager sygdommen toxoplasmose også kaldet haresyge. Den har tre udviklingsstadier, oocyster, vævscyster og tachyzoiter. Parasitten er udbredt i hele verden undtagen i de arktiske egne og kan smitte de fleste fugle og pattedyr, inklusiv mennesker. De formerer sig kønsløst i forskellige vævstyper. Hovedværten for Toxoplasma gondii er katten, hvor parasittens seksuelle stadier forekommer.

## Oocysten
Katten er hovedvært, og er den eneste dyreart der udskiller oocyster med fæces. Oocysterne er meget resistente, og kan findes spredt i omgivelserne, f.eks. i jorden, sandkasser, og græs. Oocysterne kan også findes indenfor i huset eller i stalden.
Når en kat bliver inficeret, udskiller den op til 10 millioner oocyster over en periode på 2 uger. Oocysterne bliver infektiøse 1-5 dage efter udskillelsen. De kan spredes med overfladevand og kan overleve i op til et år. Dette kan forklare hvorfor kontakt med jord og vand udgør en større smitterisiko end kontakt med katte.
Oocysterne i kattens tarmsystem er det seksuelle stadie hos Toxoplasma gondii. De hunlige kønsceller er halvrunde og hver celle har en centralt placeret kerne. De hanlige kønsceller er ægge- eller elipseformede og bruger deres flageller til at svømme hen til de modne hunlige kønsceller, penetrere dem og dermed lave en zygote. Efter befrugtning dannes en oocyst-væg omkring parasitten og toxoplasma-ægget er dannet. I hver oocyst (toxoplasma-æg) findes to sporozyster, og i hvert sporocyst findes 4 sporozoiter. Sporozoiterne minder strukturelt meget om tachyzoiterne, men har nogle lidt andre organeller.

## Vævscyster
Hovedsmittekilden i vores del af verden er vævscyster i muskulatur og organer fra tidligere Toxoplasma smittede dyr, specielt fra svin, lam og vildt, og i mindre grad fra oksekød og kyllinger. Cysterne findes i størst mængde i ikke skeletmuskulatur. Indtagelse af råt/ikke gennemstegt kød er en væsentlig risokofaktor. Cysterne bliver destrueret ved opvarmning til mere end 66 °C i 3 min, og ved nedfrysning til -20 °C. Rygning, saltning og bestråling vil også destruere cysterne.
Vævcysten sidder inde i muskelcellen, og vokser i takt med at parasitten, som i dette stadie hedder bradyzoit (brady = langsomt på græsk) deler sig ved aseksuel formering. Sidder de i hjernen, er de som oftes sfæriske og maximalt 70 µm i diameter, mens vævscyster i musklerne er aflange og op til 100 µm lange. Desuden findes cysterne også i andre former for væv, men dette er ikke helt så almindeligt. Hvis cysten bevares intakt, kan den opholde sig i værten hele dennes liv uden at forårsage betændelsestilstande.

## Tachyzoiter
I tachyzoite-stadiet formerer organismen sig hastigt i en hvilken som helst celle i en mellemvært, samt overflade væv der ikke sidder i tarmen hos den ægte vært. Tachyzoiten er halvmåneformet, og 2-6 µm lang. Selvom tachyzoiter kan glide, bøje og rotere, har den ingen synlige midler til at sætte sig i bevægelse, som f.eks. cilia eller flageller.
Tachyzoiter trænger ind i værtscellen ved aktivt at gennembore dennes plasmalemma. Når parasitten er inde i cellen, bliver den æggeformet, og omgives af en parasittisk væskefyldt celleblære, som tilsyneladende skabes af både parasitten selv og værtscellen. Herefter ligger tachyzoiten i dvale i en periode før den begynder at formere sig aseksuelt gentagende gange, indtil værtscellen ikke længere har plads til alle parasitterne, hvorved den sprænges. Længden af dvaleperioden, hastigheden af formeringen samt størrelsen af tilvæksten af de enkelte tachyzoiter afhænger både af hvilken art Toxoplasma der er tale om, samt typen af vært.
Tachyzoiten adskiller sig rent strukturelt kun fra bradyzoiten ved det at cellekernen sidder centralt i cellen, mens den i bradyzoiten sidder forskudt mod bagenden. Med hensyn til livscykus, er bradyzoitens dvaleperiode før den udvikles til ooyster efter indtagelse af katten kortere (3-10 dage) end hvis katten indtager tachyzoiter (≥14 dage). 

## Risiko ved smitte
Hos voksne er toxoplasmose sjældent alvorligt,[kilde mangler] men angribes gravide kvinder, kan parasitten overføres til fosteret. Parasitten er i nogle tilfælde årsag til dødfødte eller misdannede børn, der eventuelt får en begrænset levetid, bliver blinde eller hjerneskadede.[kilde mangler]
I Danmark er der set en sammenhæng mellem toxoplasmose hos kvinder og en omkring 50% øgning i selvmordsforsøg.
Man har også konstateret en øget risiko for involvering i færdselsuheld hos inficerede personer.
Da parasitten er ret udbredt, bør kvinder, der enten er gravide eller planlægger at blive det i nær fremtid, ikke rengøre kattebakker, slagte og istandgøre vildt eller arbejde med dissektion af dyr.[kilde mangler]

## Forskning
Der er mange ideer om hvordan toxoplasmose påvirker værtsdyret. Nogle forskere har vist at rotter der er inficeret med Toxoplasma bliver påvirket af parasitten på en måde der gør dem tiltrukket af katte, hvilket jo er meget belejligt for parasitten som gerne vil have sit værtsdyr ædt af en kat, så den selv får mulighed for at formere sig. Andre forskere har trukket paralleller mellem toxoplasmose og skizofreni, og andre igen har forsøgt påvist en sammenhæng mellem infektionen og antallet af fødte drengebørn, som i følge forskerne stiger i grupper af inficerede.
I dyr er der evidens for at både oprættede svin og vildsvin i Danmark kan være inficeret med T. gondii. 